# Andy Payne
Andy Payne (né le 16 novembre 1907, mort en décembre 1977) est le gagnant de la première course transaméricaine qui eut lieu entre Los Angeles et New York en 1928.
La course d'une longueur de 3,423.5 miles (5 509,6 km) empruntait sur la majorité de son tracé la U.S. Route 66.
Andy Payne était membre de la communauté Cherokee et a grandi à Foyil en Oklahoma, qui était d'ailleurs un des points de passage de la course qui l'a rendu célèbre. Sur les 199 coureurs engagés, seuls 55 ont terminé la course. Andy Payne a remporté l'épreuve en 573 heures, 4 minutes, 34 secondes (soit l'équivalent de 23 jours de course), à une vitesse moyenne de 6 miles/heure.
Il a remporté le prix de 25 000 $ offert au vainqueur, qui lui a permis de sauver la ferme familiale et de se marier.
Un mémorial (36° 25′ 37″ N, 95° 31′ 40″ O) a été érigé en son souvenir dans la ville de Foyil , le long d'un boulevard qui porte son nom.
Il n'a plus jamais participé à des courses par la suite. Ultérieurement, Andy Payne a été élu 5 fois consécutivement à la cour suprême d'Oklahoma City.